# Greensburg (Pennsylvanie)
Pour les articles homonymes, voir Greensburg.
La ville de Greensburg est le siège du comté de Westmoreland, situé en Pennsylvanie, aux États-Unis. Sa population, qui s’élevait à 14 892 habitants lors du recensement de 2010, est estimée à 13 974 habitants au 1er juillet 2020.

## Démographie
| Groupe            | Greensburg | Pennsylvanie | États-Unis |
| ----------------- | ---------- | ------------ | ---------- |
| Blancs            | 91,3       | 81,9         | 72,4       |
| Afro-Américains   | 4,8        | 10,9         | 12,6       |
| Métis             | 2,5        | 1,9          | 2,9        |
| Asiatiques        | 0,8        | 2,8          | 4,8        |
| Autres            | 0,6        | 2,5          | 7,3        |
| Total             | 100        | 100          | 100        |
|                   |            |              |            |
| Latino-Américains | 1,5        | 5,7          | 16,7       |

Selon l’American Community Survey, pour la période 2011-2015, 95,72 % de la population âgée de plus de 5 ans déclare parler l'anglais à la maison et 1,23 % déclare parler l'espagnol, 0,57 % l'hindi, 0,51 % l'italien, 0,49 % une langue chinoise et 1,48 % une autre langue.

## Patrimoine architectural
- Cathédrale du Saint-Sacrement de Greensburg

## Éducation
- Université de Seton Hill

## Personnalités liées
- Colleen Rosensteel (1967-), judokate américaine, est née à Greensburg.